# Mareks sjukdom
Mareks sjukdom uppkallades efter den ungerska veterinären József Marek år 1907 . Sjukdomen orsakas av Marek’s Disease Virus (MDV), ett α-herpesvirus som leder till tumörbildning och nervförlamning hos höns. Virusinfektionen leder till nedreglering av immunförsvaret vilket slutligen resulterar i T-cellslymfom. Detta innebär att viruset oförhindrat kan sprida sig i värddjuret. Viruset sprids via inandning och förekommer hos hönsbesättningar jorden över . För att förhindra Mareks sjukdom i en hönspopulation används vaccin, dock har användandet av vaccin lett till selektion för virus med högre virulens och därför har man varit tvungen att utveckla nya vacciner då de tidigare inte längre är verksamma .

## Symptom

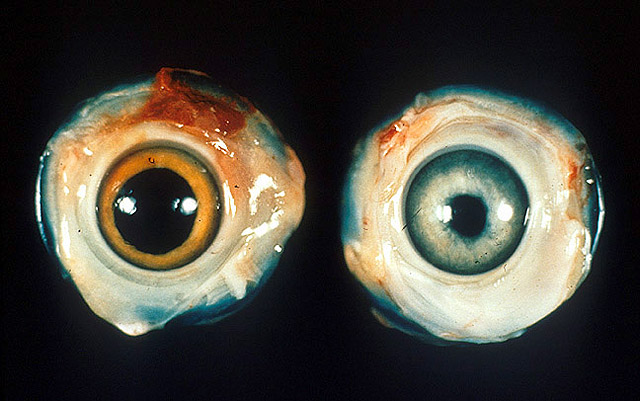
Till vänster ett normalt hönsöga, till höger ett med Mareks sjukdom.

Mareks sjukdom kännetecknas av nedsatt immunförsvar, neurologiska störningar och neoplastiskt T-cellslymfom vilket uppstår på grund av tumörtillväxt i organ så som ögon, hud, hjärta, lungor och nerver. De neurologiska störningarna drabbar framförallt huvudnerven till benen vilket resulterar i att ett ben riktas framåt och ett bakåt, som då orsakar svårigheter med balansen. 
De tumörer som bildas i ögats regnbågshinna orsakar ögonlymfomatos vilket kan leda till blindhet.  Tumörtillväxten kan även drabba huden som resulterar i ödem. Sådana tumörer kan förekomma över hela kroppen, men är mest framträdande på bröst och rygg. Tumörerna som bildas i hönsens organ leder även till förlorad aptit, viktminskning, blodbrist, uttorkning, diarré och i de flesta fall död.

## Sjukdomsförlopp
Alla celler regleras av en cellcykel som fungerar som start och broms för cellens replikering. Turmörsupressorgener är de gener som fungerar som cellcykelns broms medan proto-onkogener är cellcykelns start. Om dessa gener utsätts för mutationer kan det leda till att cellcykelns reglering förändras. Detta kan ske genom att miRNA, som normalt kontrollerar proto-onkogeners uttryck, tappar sin funktion vilket resulterar i att onkogener aktiveras och därmed sker tumörtillväxt. 
I thymus mognar och differentieras T-lymfocyter som är en viktig del av kroppens immunförsvar. Då MDV infekterar B- och T-lymfocyter under tidiga cytolytisk infektion bidrar detta till en latent infektion av T-lymfocyterna. Därmed kommer närvaro av MDV leda till att immunförsvaret nedregleras och på så sätt minskar mängden mogna och differentierade T-lymfocyter. 
Det pro-inflammatoriska cytokinet MIF kontrollerar aktiveringen av både T-celler och makrofager som har en stor roll i immunförsvaret och dess respons. Genom att MDV nedreglerar uttrycket av MIF kommer detta i sin tur leda till en inhibering av immunresponsen . MDV infektionen resulterar därmed i en nedreglering av immunförsvar eftersom ökad apoptos av T-celler sker i thymus.
Tumörbildningen vid Mareks sjukdom orsakas av ett Meq onkoprotein som genom att inhibera p53 transkriptions- och apoptotiska aktiviteter gör att cellcykelns reglering förloras och att cellen replikeras oförhindrat. p53 är ett tumörsuppressorprotein som utgör ett skydd av celler från malign transformation via dess förmåga att transaktivera genuttryck och medierar apoptos och cellcykelstopp. Om p53s funktion hämmas kommer detta leda till att cellcykeln förlorar sin broms vilket ger upphov till en okontrollerad cellcykel och därmed tumörtillväxt.
MikroRNA är små icke-kodande RNAs och har som funktion att reglera geners uttryck vilket ger dem en viktig roll i flera biologiska processer så som tillväxt och differentiering. I vanliga fall nedreglerar miRNA genuttrycket genom att inteferera med mRNA under translationen vilket leder till att mRNA:t blir instabilit. Men i fallet då MDV är närvarande leder detta till att miRNA:t istället för att nedreglera proto-onkogener ger upphov till att onkogener aktiveras. Detta resulterar i att cellcykeln inte längre går att kontrollera och en tumörtillväxt uppstår. Onkogenerna främjar på så vis tumörtillväxt i olika organ. Även nerver kan drabbas av tumörtillväxten vilket leder till att tumörer utvecklas på nerverna vilket orsakar förlamning; neoplastisk sjukdom.

## Behandling
För att behandla Mareks sjukdom utvecklades under 1960-talet vaccinet HVT för att förhindra uppkomst av MDV-inducerade tumörer. Dock visade det sig att användning av HVT selekterade för virusstammar med högre virulens. Detta resulterade i att HVT inte längre kunde användas för att hindra virulenta former av MDV från att infektera höns. Dessutom har studier visat att en ökad virulens orsakas av så kallade superinfektioner. Dessa infektioner innebär att en cell som tidigare blivit infekterad av ett virus, blir vid samma smittotillfälle av en annan variant av viruset (co-infektion). Detta har resulterat i resistenta varianter av viruset som inte svarar på behandlingen och därmed en ökad virulens av MDV . 
Ett nytt vaccin med namnet CVI988 har utvecklats mot det virulenta MDV och anses vara det effektivaste vaccinet mot MDV i höns. Dock har även fler vacciner framställts för att minska risken för att MDV ska utveckla hög virulens .  Dessa vacciner inkluderar Meq-deleted vaccin och är en from av HVT som uttrycker specifika miRNA mot relevanta MDV gener. Meq-deleted vaccinet är baserade på att Meq-delen tagits bort från virulenta MDV. På grund av att MDV visat en ökad virulens finns det en viss oro att det nya vaccinet som i nuläget används inte kommer att fungera i framtiden mot de former av MDV som blir mer virulenta . 
Då MDV sprids via luften och framförallt via damm så kan spridningen förebyggas genom en god hygien av hönsens innemiljö. Genom att regelbundet tvätta boxar och att eventuella smittade djur avlivas kan risken att hönsen smittas av MDV minskas.